# Wilfred Lucas
Wilfred Van Norman Lucas, född den 30 januari 1871 i Norfolk County, Ontario, Kanada, död den 13 december 1940 i Los Angeles, var en kanadensiskfödd amerikansk skådespelare och regissör.
Lucas medverkade i totalt 375 filmer och är mest känd för sin medverkan i komikerduon Helan och Halvans långfilmer In igen och ut igen! från 1931 och Skandal i Oxford från 1940.

## Biografi

### Karriär
Lucas gjorde filmdebut 1908 i äventyrsfilmen The Greaser's Gauntlet regisserad av D.W. Griffith. Därefter medverkade han i flera filmer regisserade av Griffith, några filmer producerade av Mack Sennett och ett flertal västernfilmer.

### Privatliv
1917 gifte han sig med Bess Meredyth (1890-1969). Parets son John Meredyth Lucas kom att bli manusförfattare och regissör. Trots att makarna skilde sig var de fortfarande goda vänner efteråt. Bess gifte om sig med filmregissören Michael Curtiz som ofta hyrde in Wilfred i sina filmer.
Han avled i december 1940 efter en tids sjukdom.

## Filmografi (i urval)
- 1916 – Intolerance
- 1921 – Backvägen till Lyckan
- 1931 – X-27
- 1931 – In igen och ut igen!
- 1932 – What Price Hollywood?
- 1932 – Natt över Tunis
- 1933 – Lawyer Man
- 1933 – Värdshuset Göken
- 1934 – Huset Rothschild
- 1934 – Madame Du Barry
- 1934 – Greven av Monte Cristo
- 1934 – Cleopatra
- 1935 – Marietta
- 1936 – Moderna tider
- 1936 – Louis Pasteur
- 1936 – Human Cargo
- 1936 – Marietta
- 1936 – De tappra 600
- 1937 – Storstadsdesperados
- 1937 – Marie Walewska
- 1937 – Den fulländade mannen
- 1938 – Baronessan och hovmästaren
- 1938 – Fyra döttrar
- 1938 – Panik i gangstervärlden
- 1939 – Landet bortom lagen
- 1939 – Doktorn i dilemma
- 1939 – Mr. Smith i Washington
- 1939 – Fyra fruar
- 1940 – Skandal i Oxford
- 1940 – Dimmornas bro
- 1940 – Mr Sarto gör razzia
- 1940 – De färdas om natten
- 1940 – Reuter meddelar
- 1940 – Vägen till Santa Fe
- 1941 – Kärlekens bakgata[7]